# Tana French
Tana French (n. 10 mai 1973, Burlington, Vermont, SUA) este o romancieră și actriță de teatru irlandeză. Cartea ei de debut, In The Woods („În pădure”), 2007, psihologie și mister, a câștigat în 2008 premiile: Edgar, Anthony, și Barry, pentru cel mai bun roman de debut, și Macavity, pentru primul roman de mister. Ea are o afinitate deosebită pentru Purple Heart Theatre Company și trăiește în Dublin.

## Biografie
Tana French s-a născut în 1973 în Statele Unite, părinții ei fiind Elena Hvostoff-Lombardi și David French, dar a trăit în mai multe țări în copilărie, printre care Irlanda, Italia, Statele Unite și Malawi. Tatăl ei a fost un economist care a lucrat în managementul resurselor pentru dezvoltarea umană, așadar, familia a cunoscut tradițiile mai multor culturi. French s-a înscris la Trinity College din Dublin și a urmat cursuri de actorie. Ultimul domiciliu este în Irlanda și din 1990 trăiește în Dublin, pe care îl consideră casa ei. French este căsătorită și are o fată cu soțul ei. Are dublă cetățenie, americană și italiană.

## Carieră
Tana French este actriță profesionistă la Trinity College, lucreză în teatru, film, dar și în spatele camerelor de luat vederi, ca voice-over, un procedeu tehnic prin care vocea ei apare la radio, televiziune, filme și în alte prezentări (spoturi publicitare etc.)

## Cărți
- In the Woods (2007)
- The Likeness (2008)
- Faithful Place (2010)
- Broken Harbour [SUA: Broken Harbor] (2012)
- The Secret Place (2014)

## Distincții
- 2007 Finalistă pentru Los Angeles Times Book Prize (Mystery/Thriller)
- 2012 International IMPAC Dublin Literary Award nominalizare for Faithful Place
- 2012 Irish Book Award, Irish Crime Fiction Award pentru Broken Harbour
- 2012 Los Angeles Times Book Prize (Mystery/Thriller) pentru Broken Harbor

## Broken Harbour
Mick „Scorcher” Kennedy, arogantul polițist din bestsellerul Tanei French, Faithful Place, este și un bun om al legii, fapt în urma căruia ajunge unul dintre detectivii de frunte în departamentul de Omucideri și i se încredințează cel mai mare caz al anului: Patrick Spain și cei doi copii ai lui sunt găsiți morți, iar soția e internată la Reanimare. La prima vedere, Scorcher și cu partenerul lui nou în poliție, Richie, cred că este un caz ușor de rezolvat. Dar prea multe mici indicii nu pot fi explicate.
Broken Harbour este un thriller polițist despre diferitele fațete ale obsesiei și ale alienației mintale, care conduc la un final ce este aproape întristător și dureros. Un thriller excelent care lasă cititorii între două tărâmuri: al policier-ului de acțiune și al terorii întâlnite în zilele noastre la tot pasul când e vorba despre crime.